# Machine Shop Recordings
Machine Shop Recordings est le studio d'enregistrement de Mike Shinoda, Brad Delson avec Linkin Park et Fort Minor. Il est situé à Beverly Hills en Californie aux États-Unis.

## Musiciens & Groupe
- Fort Minor
- Holly Brook
- Styles of Beyond
- Skylar Grey
- No Warning

## Albums enregistrés
- Fort Minor: The Rising Tied
- Holly Brook:Like Blood, Like Honey
- Styles Of Beyond: MegadeF